# 烏克蘭—美國礦產資源協議
《烏克蘭—美國礦產資源協議》（英語：Ukraine–United States Mineral Resources Agreement）是2025年4月30日簽署的一項框架協議。最初於同年2月25日公佈，旨在確立兩國在烏克蘭自然資源（包括關鍵稀土元素、石油和天然氣）及戰後重建方面的投資合作條款；當日，烏克蘭總理傑尼斯·什梅加爾宣佈，烏美雙方已初步達成協議，將加強經濟合作並吸引投資，以推動烏克蘭從2022年俄羅斯入侵的影響中復甦。
2025年2月28日，烏克蘭總統弗拉基米爾·澤連斯基在華盛頓白宮橢圓形辦公室與美國總統唐納·川普舉行雙邊會談，原定簽署該協議，但會談最終無果而終，協議未能簽署。直至4月30日，雙方正式簽署協議，新版協議對於烏克蘭方面而言，儘管沒有提到安全保障，但美國放棄了債務與軍援還款的要求，並且同意注資烏克蘭基礎設施，之後將基金收益優先用於發展烏克蘭經濟，與3月間美方提出的修正草案相比條件相對較好。

## 背景
2024年9月，烏克蘭總統澤連斯基提議，美國參與開發烏克蘭的自然資源，以換取對抗俄羅斯侵略的持續支持。烏克蘭擁有豐富的礦產資源，包括鋰、石墨、錳和鈦礦。然而，許多資源尚未開採，而部分礦藏則位於俄軍佔領區內。
2024年11月美國總統選舉後，總統特朗普開始要求烏克蘭支付5000億美元，以補償美國自2022年以來的援助。澤連斯基直指此舉形同「出售」烏克蘭，而特朗普則回應，稱澤連斯基是「獨裁者」。
2025年2月3日，特朗普宣佈，美國對烏克蘭的持續支持將取決於能否獲取烏克蘭的稀有礦產。不過，這一條件後來被排除在協議之外。
2025年2月28日在雙方不歡而散後，4月30日正式簽訂協議，確認全額投資再開發與修復烏克蘭的基礎設施的模式，相較於3月間美方提出的修正草案被指存在不公平和試圖從烏克蘭獲利等爭議，對烏克蘭方面而言條件已顯著改善。2025年5月8日，乌克兰议会批准美烏礦產协议。

## 主要條款
該協議主要規定三大要點：一是設立由烏美雙方共同持有並管理的「重建投資基金」，以促進烏克蘭的長期和平與經濟安全；二是烏克蘭需提供其「政府擁有的自然資源資產」未來收益的50%；三是美國承諾長期提供財務支持，以維持烏克蘭的經濟穩定。在4月簽署的正式版本中，重申所有礦產屬於烏克蘭，並受益於美國全額援助基建注資發包，以及成為首個免除關稅戰的國家等新的優惠。

## 談判進程
根據CNN公佈的2月25日草案《雙邊協議：建立重建投資基金的條款與條件》，該文件未明確承諾為烏克蘭提供未來的安全保障。澤連斯基將其視為2月28日在華盛頓與特朗普會晤的討論基礎。草案提議設立一個雙方共同擁有的重建投資基金。
路透社報導指出，該協議草案顯示，美國財政部長斯科特·貝森特與烏克蘭外交部部長安德烈·西比加被指定為簽署人。
對澤連斯基而言，2月28日在白宮橢圓形辦公室與特朗普的會晤，主要目的是確保美國不會放棄對烏克蘭的支持，並提醒特朗普不過於親俄。會談初期氣氛尚稱和緩，但當泽连斯基提及俄羅斯總統弗拉基米爾·普京無法信任且屢次違背承諾時，美國副總統JD·萬斯立即反駁。特朗普稱，普丁從未違背與他達成的協議，且嚴詞指責澤連斯基「殺害大量人員」、「拿第三次世界大戰當成賭注」，並批評道：「美國對你的支持遠超過許多人認為應該給予的程度，而你卻如此不知感激。」隨後，美方要求烏克蘭代表團離開白宮，導致會談提前結束，協議最終未能簽署。
在華盛頓與特朗普的會晤破裂後，澤連斯基隨即前往英國，在倫敦停留48小時，會見英國國王查理斯三世，並出席英國首相施紀賢主持的倫敦峰會。北約與歐盟代表、法國總統埃馬紐埃爾·馬克龍、意大利總理喬治亞·梅洛尼、加拿大總理賈斯汀·杜魯多均出席會議。施紀賢呼籲組建「志願聯盟」，以加強對烏克蘭的支持。
3月2日，在倫敦峰會落幕前，澤連斯基對記者表示：「礦產協議現已準備就緒，隨時可簽。」至於與特朗普的會談，他拒絕發表評論，僅稱「最好讓歷史來評判這一切」。